# 騰達大廈
騰達大廈是中華人民共和國北京市海淀區一座商務大樓，高度為120.65米，建築面積7.93萬平方米，地上33層，地下4層，於1997年3月開工，2001年12月竣工。